# Odio serrano
Odio serrano es una película muda argentina de 1924 dirigida y escrita por José A. Ferreyra. La película se estrenó en 1924 en Buenos Aires.

## Reparto
- Nelo Cosimi
- Yolanda Labardén
- Héctor Míguez
- Antonio Prieto